# 比爾德冰川
71°45′S 26°0′E / 71.750°S 26.000°E
比爾德冰川（英語：Byrdbreen）是南極洲的冰川，位於東部南極洲的毛德皇后地，處於南龍達訥山脈地區，長74公里、寬20公里，流經貝格森山和巴爾肯山之間，該冰川以美國海軍指揮官命名。